# Cylindroiulus abaligetanus
Cylindroiulus abaligetanus är en mångfotingart som beskrevs av Karl Wilhelm Verhoeff 1901. Cylindroiulus abaligetanus ingår i släktet Cylindroiulus och familjen kejsardubbelfotingar. Inga underarter finns listade i Catalogue of Life.